# 아흐메드 압달라
아흐메드 압달라 압데레마네(아랍어: أحمد عبد الله عبد الرحمن, 프랑스어: Ahmed Abdallah Abderemane, 1919년 6월 12일 ~ 1989년 11월 26일)는 코모로의 정치인이었다. 그는 1959년부터 1973년까지 프랑스 상원의 의원이었으며, 1978년 10월 25일부터 1989년 암살될 때까지 코모로의 대통령이었다.

## 어린 시절 및 경력
압달라는 앙주앙섬 도모니에서 태어났다. 그는 코모로가 여전히 프랑스의 일부였던 1940년대에 정부에 참여하기 시작했다. 1949년부터 1953년까지 총평의회 의장을 지냈으며, 1970년대에는 하원의장을 지냈다.

## 암살
1989년 11월 26일, 그는 모로니의 사무실에서 매우 논란이 많은 상황에서 총에 맞아 사망했다. 일반적으로 밥 데나드는 압둘라를 대통령 경호대 사령관직에서 해임한 혐의로 암살한 것으로 생각된다. 1999년 파리에서 압달라를 살해한 혐의로 재판을 받은 데나드는 압달라가 알리 소일리의 이복형 사이드 모하메드 조하르가 이끄는 쿠데타 도중 압달라 자파르에게 암살당했다고 주장했다. 데나드는 검찰이 압달라 살해의 배후에 데나드가 있다는 정황적인 사건만 냈다고 판단해 증거 불충분으로 무죄를 선고받았다. 조하르는 다음날 나라를 장악했다. 데나드는 조하르가 대통령직을 맡는 것을 막으려 했지만, 데나드를 난처하게 여긴 프랑스는 이번에는 데나드와 그의 용병들을 코모로에서 부드럽게 안내하기 위해 군대를 보냈다.